# Looming
Looming (zu Deutsch „Schöpfung“) ist die älteste und bedeutendste Literaturzeitschrift Estlands.